# 豊後水道県立自然公園

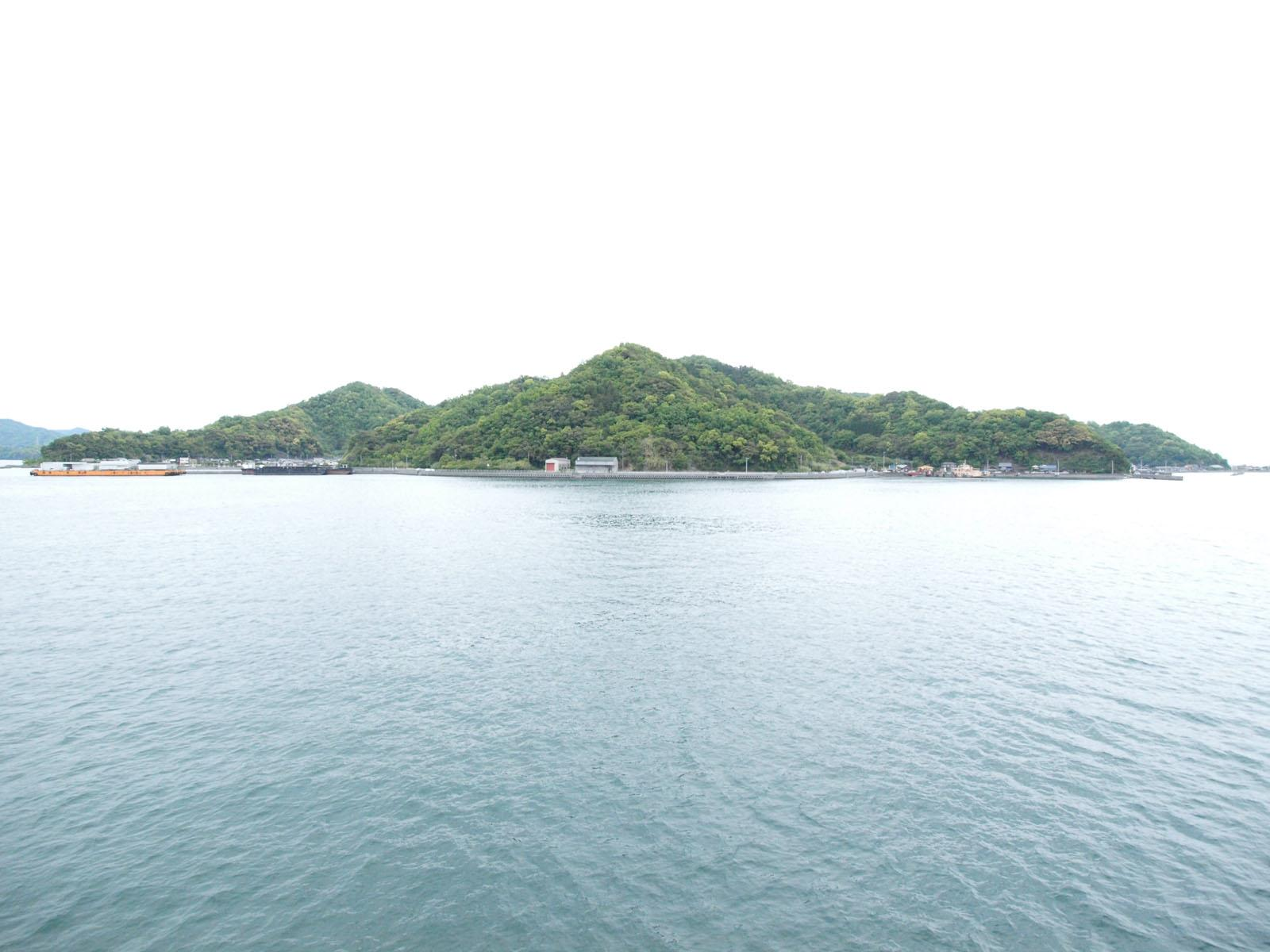
大入島

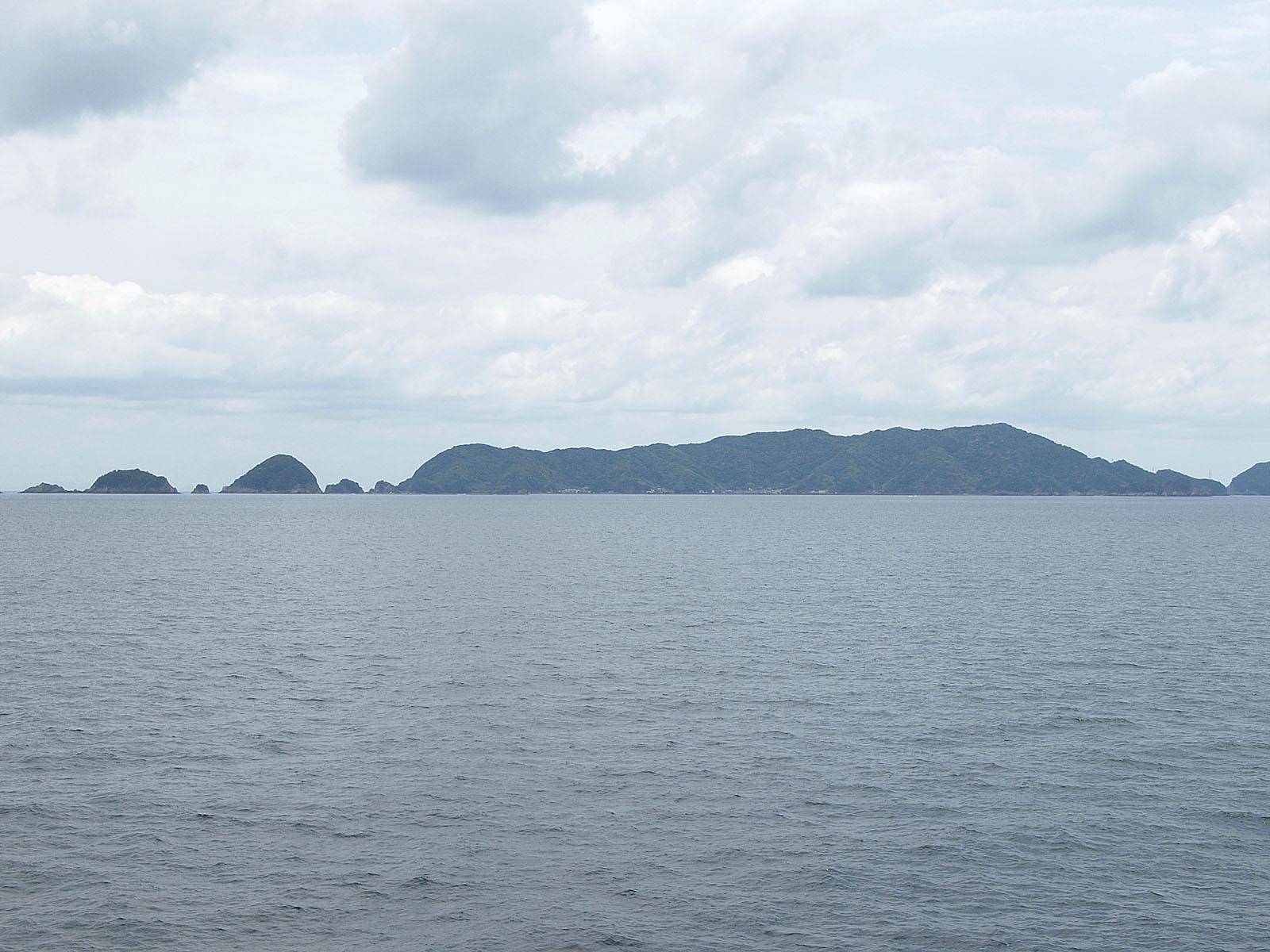
大島

豊後水道県立自然公園（ぶんごすいどうけんりつしぜんこうえん）は、大分県南部の豊後水道沿岸に1951年（昭和26年）3月30日に設けられた県立自然公園。

## 概要
臼杵市から津久見市を経て佐伯市に至る豊後水道沿岸に設けられた自然公園である。総面積は8,271.5ha。2005年度の利用者数は450,000人。主に、同地域を指定地域の一部とする日豊海岸国定公園の周辺地域が指定されている。
長目半島、四浦半島、鶴見半島、入津半島や、これらの間に形成された臼杵湾、津久見湾、佐伯湾、米水津湾といった半島や湾が織りなすリアス式海岸や、周辺の小島を含む。

## 区域内の自治体
- 臼杵市（旧臼杵市）
- 津久見市
- 佐伯市（旧佐伯市、旧上浦町、旧鶴見町、旧米水津村、旧蒲江町）

カッコ内は平成の大合併前の自治体名

## 主要な景勝地・文化財
- 大入島 - 佐伯市
- 大島・鶴見半島（鶴見埼） - 佐伯市鶴見
- 高島 - 佐賀関